# Dvorníky
Dvorníky (in ungherese Udvarnok) è un comune della Slovacchia facente parte del distretto di Hlohovec, nella regione di Trnava.